# Gunjica
Gunjica (en serbe cyrillique : Гуњица) est un village de Serbie situé dans la municipalité de Mionica, district de Kolubara. Au recensement de 2011, il comptait 101 habitants.

## Démographie
| 1948 | 1953 | 1961 | 1971 | 1981 | 1991 | 2002 | 2011 |
| ---- | ---- | ---- | ---- | ---- | ---- | ---- | ---- |
| 259  | 251  | 249  | 224  | 208  | 191  | 152  | 101  |

|  |